# رکو (کومونه)
رکو (به ایتالیایی: Recco) یک کومونه در ایتالیا است که در استان جنوا واقع شده‌است.

## خصوصیات
رکو ۹٫۷ کیلومترمربع مساحت و ۱۰٬۲۱۹ نفر جمعیت دارد و ۵ متر بالاتر از سطح دریا واقع شده‌است.

## خواهرخوانده
شهر Ponte di Legno خواهرخواندهٔ رکو (کومونه) هست.